# Transition Magazine
Transition Magazine oi criada em 1961 por Rajat Neogy como Transition Magazine: An International Review. Foi publicado de 1961 a 1976 em vários países do continente africano, e desde 1991 nos Estados Unidos. Nos últimos anos, tem sido publicado entre duas e quatro vezes por ano pela Indiana University Press, desde 2013 em nome do Centro Hutchins para Pesquisa Africana e Afro-Americana da Universidade de Harvard.

## História
Após seu retorno em 1961 a Kampala, Uganda, após estudos em Londres, Rajat Neogy, de 22 anos, fundou a Transition Magazine: An International Review. A revista foi parcialmente financiada pelo Congresso para a Liberdade Cultural, um grupo de defesa anticomunista cujos laços com a Agência Central de Inteligência eram então desconhecidos. A transição serviu como uma importante plataforma literária de escritores e intelectuais da África Oriental durante a Guerra Fria. Em 1962, Christopher Okigbo foi nomeado editor de uma edição da África Ocidental.
Em 1968, o governo de Uganda prendeu Neogy por sedição; a revista havia criticado as reformas constitucionais propostas pelo presidente Milton Obote. Após o lançamento de Neogy, a revista começou a ser publicada em Gana a partir de 1971. O escritor nigeriano Wole Soyinka tornou-se editor em 1973, mas em 1976 a revista foi forçada a deixar de publicar por razões financeiras.
Henry Louis Gates, Jr, anteriormente um colaborador frequente de Transition quando publicado em Gana, reviveu a revista em 1991. Sob sua liderança, a Transition evoluiu para "uma revista internacional sobre raça e cultura, com ênfase na diáspora africana".
Não está claro quando a revista foi publicada pela primeira vez nos EUA, mas desde que o Centro Hutchins foi estabelecido em 2013, ele apoiou a publicação da revista.
Em 2020 o editor é Alejandro de la Fuente. Soyinka é presidente do conselho editorial, e Gates e Kwame Anthony Appiah são nomeados como os editores.
Todas as edições anteriores estão disponíveis via JSTOR, com descrições de edições disponíveis na edição 102 (2010) no site da Hutchins.

## Ex-editores
- Glenda Carpio
- F. Abiola Irele
- Laurie Calhoun
- Henry Finder
- Michael C. Vazquez
- Rajat Neogy
- Tommie Shelby
- Vincent Brown
- Wole Soyinka